# Novystein
Novystein är ett monument i Österrike.   Det ligger i distriktet Graz-Umgebung och förbundslandet Steiermark, i den östra delen av landet, 130 km sydväst om huvudstaden Wien. Novystein ligger 691 meter över havet.
Terrängen runt Novystein är kuperad åt nordväst, men åt sydost är den platt. Runt Novystein är det ganska tätbefolkat, med 124 invånare per kvadratkilometer.. Närmaste större samhälle är Graz, 11,4 km söder om Novystein. 
I omgivningarna runt Novystein växer i huvudsak blandskog.